# Roque Joaquín de Alcubierre
Roque Joaquín de Alcubierre (Saragozza, 16 agosto 1702 – Napoli, 14 marzo 1780) è stato un ingegnere e archeologo spagnolo, che si occupò delle esplorazioni archeologiche delle città di Pompei, Ercolano e Stabia.

## Biografia
Roque Joaquín de Alcubierre nacque a Saragozza il 16 agosto 1702. Studiò nella sua città natale per poi entrare come volontario nel corpo degli ingegneri militari, svolgendo servizio a Gerona, Barcellona, Madrid ed altre città spagnole.
Mentre lavorava alla costruzione del nuovo palazzo del re di Napoli Carlo III a Portici, Alcubierre si imbatté in alcuni manufatti di epoca romana e, quindi, nel 1738 ottenne dal sovrano l'autorizzazione per poter effettuare degli scavi. In seguito alle operazioni di scavo riportò alla luce una statua di Ercole ed un antico teatro: si trattava delle rovine di Ercolano. In seguito vennero riportati alla luce più di duecento tra affreschi e statue che vennero conservate al museo nazionale di Napoli.
Nel 1748 iniziò una nuova campagna di scavi in una zona che secondo le prime intuizioni doveva essere Stabiae, ma che invece più tardi venne identificata come Pompei. Nel 1749, insieme all'ingegnere svizzero Karl Jakob Weber, suo assistente, riportò alla luce la vera Stabiae ed in seguito eseguì esplorazioni nella zona di Sorrento (ove recuperò i ruderi di Villa Pollio), Capri, Cuma e Pozzuoli. Morì a Napoli il 14 marzo 1780.